# Ekkohaus
Ekkohaus, eigentlich Konstantinos Tassopoulos (* 19. November 1974) ist ein griechischer Musikproduzent, DJ und Live-Act in den Stilrichtungen House, Tech-House und Techno.
Seine Veröffentlichungen finden sich auf Musiklabel wie Cargo Edition, liebe*detail, 20:20 Vision, Morris / Audio, Multi Vitamins, Kickboxer, Safari Electronique, Brut! oder After-Dinner wieder.

## Diskografie (Auswahl)
- 2005: No Budget & No Gadget (After-Dinner Recordings)
- 2006: Denz Muzik (Kickboxer)
- 2007: Don't Believe The Hype (igloo-rec)
- 2008: Amoeba (Cargo Edition)
- 2008: Our Thing (GummiHz Remix) (Morris / Audio)
- 2009: Unsound (Cargo Edition)
- 2009: The Healer (Kreon Remix) (Morris / Audio)
- 2009: Not Trying To (Brut!)
- 2009: Brian Said (20:20 Vision)
- 2009: Learning To Fly (liebe*detail)
- 2010: Almost Definately (Mule Electronic)
- 2010: White Winter Lust (Cargo Edition)